# Stadion am Stadtpark
Das Stadion am Stadtpark war eine 1932 errichtete Spielstätte, die in den folgenden Jahren zu einem Fußballstadion ausgebaut wurde. Es lag in Leverkusen-Wiesdorf, wo die Fußball- und Feldhandballriege des SV Bayer 04 Leverkusen ihre Heimspiele austrugen. Das Stadion wurde im Jahr 1960 nach dem Umzug des Vereins auf das Gelände an der Bismarckstraße in Küppersteg abgerissen.

## Geschichte
1923 wurde von den Vereinsmitgliedern der SV Bayer 04 eine erste eigene für die Fußballspieler geeignete Sportplatzanlage am Rande des heutigen Neulandparks mit zwei Plätzen gebaut. Sie wurde kurz nur Dhünn-Platz genannt.
1931 erreichten die Bayer-Fußballspieler den Aufstieg in die 1. Kölner Bezirksliga. Ein Jahr später wurde der Platz an der Dhünnaue verlassen und der neue Sportplatz am Stadtpark, der später im Volksmund schlicht Bayer-Platz genannt wurde, in der Bayer-Wohnkolonie III offiziell eröffnet. Arbeitslose Vereinsmitglieder hatten die Anlage im Laufe des Jahres eigenständig errichtet.
Im Eröffnungsspiel am 4. September 1932 traf Bayer 04 auf Jugend Kalk. Eigentlich sollte das Meisterschaftsspiel in Köln-Kalk stattfinden, wurde jedoch aus Anlass der Platzweihe nach Leverkusen verlegt. Bayer 04 Leverkusen entschied das Spiel vor einer Kulisse, „wie ihn der Verein sich stärker nicht hätte wünschen können“ (General-Anzeiger) mit 3:1 (1:0) für sich.
1936 schaffte die Bayer-Elf an dieser Stätte den Aufstieg in die zweithöchste deutsche Spielklasse. Während des Zweiten Weltkrieges erhielt das Stadion am Stadtpark 1941 eine Holztribüne, womit die Kapazität auf 15.000 Zuschauer stieg. Während der letzten Kriegsmonate wurden auf der Sportanlage Fliegerbeobachtungstürme installiert.
Nachdem Bayer 04 1949 zwei Aufstiegschancen gegen den 1. FC Köln und FC Schalke 04 verspielt hatte, stieg die Werkself um Richard Job und Hans Frömmel 1951 in die erstklassige Oberliga West auf. In der ersten Oberliga-Saison besuchten im Durchschnitt mehr als 10.000 Zuschauer die Spiele am Stadtpark, was für eine Stadt mit damals 70.000 Einwohnern beachtenswert war. 1953/54 wurde der Eintritt in die Endrunde zur deutschen Meisterschaft nur um drei Punkte verpasst, auch weil man kurz vor Saisonende in Spiel gegen den direkten Konkurrenten SV Sodingen einen 2:0-Vorsprung verspielte.
Binnen fünf Jahren folgte dem sportlichen Aufstieg überraschend der Abstieg in die Zweitklassigkeit. Trotzdem glaubte der Verein weiterhin an den sportlichen Erfolg und begann mit dem Bau einer neuen Spielstätte. Am 23. April 1956 erfolgte der Spatenstich zum Bau des Ulrich-Haberland-Stadions an der Bismarckstraße im angrenzenden Stadtteil Küppersteg.
Im selben Jahr gewannen die ebenfalls im Stadion am Stadtpark beheimateten Handballer die Deutsche Handballmeisterschaft, was den bis dahin größten Erfolg des Vereins darstellte. Nachdem die Mannschaft um den Opladener Robert Will im Vorjahr noch im Finale nach Verlängerung gescheitert war, konnten sie sich 1956 vor 20.000 Zuschauern im Wuppertaler Stadion am Zoo gegen die SG Leutershausen mit 15:8 durchsetzen. Für die Handballer wurde unmittelbar neben dem Ulrich-Haberland-Stadion das sogenannte Kleine Haberland-Stadion geschaffen, das heute den Namen Ulrich-Haberland-Stadion weiterträgt und für Spiele der Frauen- sowie Freundschafts- und Jugendspiele der Herrenmannschaft genutzt wird. Der Verein hatte das Gelände am Stadtpark gegen das Gelände an der Autobahn A1, das in unmittelbarer Nähe auf der anderen Seite des Flusses Dhünn liegt, mit der Stadt getauscht. 1960 erfolgte der Abriss des Stadions, auf dessen Grund heute eine Kita und die Sporthalle des Lise-Meitner-Gymnasiums steht. Die Schule selbst wurde auf dem Grund der ehemaligen Trainingsplätze neben dem Stadion errichtet. Nach dem Umzug ins Ulrich-Haberland-Stadion wichen die Fußballer jedoch noch öfter ins Stadion am Stadtpark aus.

## Infrastruktur
Das Stadion verfügte über einen „Totomaten“, der an der Südtribüne des Stadions angebracht war. Über diese große Anzeigentafel wurden die Stadionzuschauer über die Ergebnisse in den anderen Stadien informiert. Den Spielen waren Nummern zugeordnet, neben denen die aktuellen Ergebnisse angezeigt wurden.
Im Norden des Stadions wurde 1935 eine Baracke als Klubhaus errichtet, das als Dusch- und Umkleideraum diente. Später wurde die Baracke als erster eigener Versammlungsraum genutzt. In den Nachkriegsjahren wurde ein neues Klubhaus aus Stein von Mitgliedern des Vereins errichtet. Es befand sich angrenzend an die Straße Am Stadpark und verfügte über Innen- und Außengastronomie.

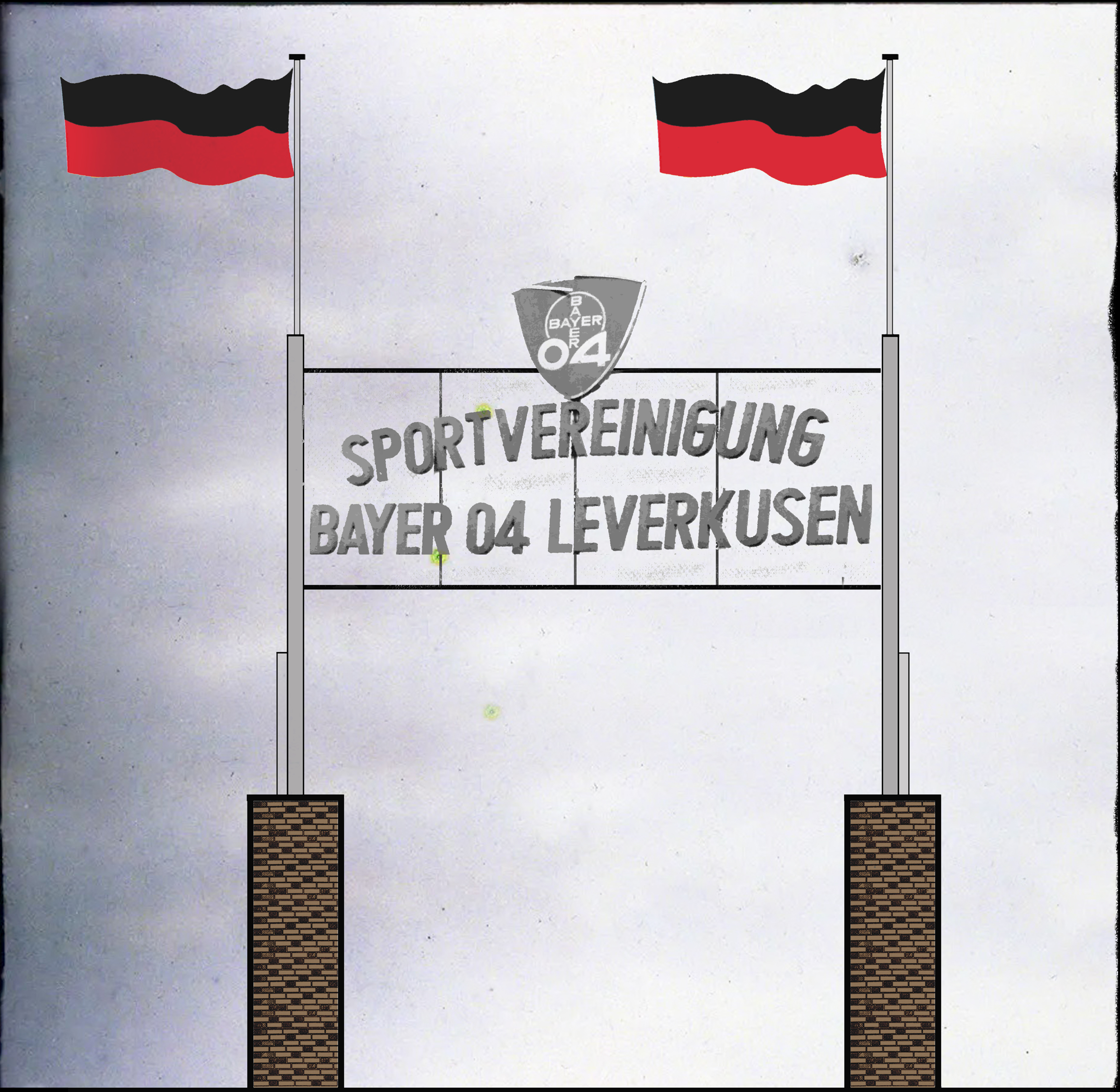
Rekonstruktionsentwurf des Eingangstors

An der Straßenecke Am Stadtpark/Walter-Nernst-Straße befand sich der Haupteingang des Stadions. Zwischen zwei auf Backsteinstelen fußenden Fahnenmasten war ein Metallgitter angebracht, auf dem das Vereinswappens und darunter die Aufschrift „Sportvereinigung Bayer 04 Leverkusen“ zu lesen war. Über der Inschrift war das damalige Vereinswappen mit Bayerkreuz und den Ziffern 04 zu sehen. Im Jahr 2021 baute der Nordkurve12 e. V. als Dachverband der Leverkusener Fanszene das alte Eingangstor an gleicher Stelle wieder auf. Die Leverkusener Stadtbezirkvertretung I unterstützte die Initiative finanziell und setzte sich dafür ein, dass eine Wiederherstellung möglichst in der ursprünglichen Größe mit Fahnen realisiert werden sollte.